# Podgórze (Lubin)
Pour les articles homonymes, voir Podgórze.
Podgórze est une localité polonaise de la gmina et du powiat de Lubin en voïvodie de Basse-Silésie.

## Histoire
De 1816 à 1945, Dittersbach fait partie de l'arrondissement de Lüben dans le district de Liegnitz au sein de la province de Silésie.